# Campagne (Oise)
Campagne – miejscowość i gmina we Francji, w regionie Hauts-de-France, w departamencie Oise.
Według danych na rok 1990 gminę zamieszkiwało 120 osób, a gęstość zaludnienia wynosiła 26 osób/km² (wśród 2293 gmin Pikardii Campagne plasuje się na 877. miejscu pod względem liczby ludności, natomiast pod względem powierzchni na miejscu 912.).